# أنديرس ساندبرغ
أنديرس ساندبرغ هو سباح سويدي، ولد في 27 يوليو 1953 في إسكيلستونا في السويد.

## وصلات خارجية
- أنديرس ساندبرغ على موقع الاتحاد الدولي للسباحة (الإنجليزية)
- أنديرس ساندبرغ على موقع أوليمبيديا (الإنجليزية)
- أنديرس ساندبرغ على موقع اللجنة الأولمبية السويدية (السويدية)